# Parava (Bacău)
Pour les articles homonymes, voir Parava.
Parava est une commune du județ de Bacău en Roumanie.